# 漢服運動
漢服運動，是自21世紀初以來發展於中華人民共和國，以都市漢族青年為主體，以互聯網為主要媒介，以「漢服」為代表符號，旨在建構漢人的民族服飾和復興漢文化及中國傳統文化的社會文化運動，具有强烈的民族主义色彩。
2002年，對「漢民族服飾」的思考開始在互聯網出現，有民眾自製「漢服」並參加戶外活動。2003年，中國大陸網民創立了名為「漢網」的民族主義網站，以推廣「漢服」和漢族至上主義。2004年，中国社会上開始出现有关「汉服」的讨论、争议和旨在构建「民族服装」的社会文化实践。漢服運動的支持者屬於中國互聯網時代的一種有別於中國主流意識的亞文化群體:266-270，他們主張讓民眾多穿以及讓中國官方承認他們所定義的「漢服」，又主張參與該運動是對祖先的尊敬和發揚中華文化。漢服運動參與者的性質比較多元化，部分人通過穿著他們心中的漢族傳統服飾、復興儒家及反西方文化情緒以塑造出他們心中的「大漢」和「真正的中國」，以恢復和強調「中國傳統文化」之純潔和優越性，部分參與者則不關注民族主義及種族主義等問題，而是只重視服飾文化和藝術。

## 歷史背景

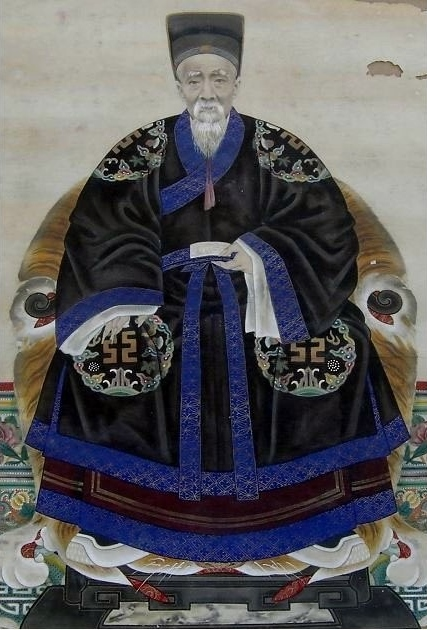
清代的祖宗畫作

1644年清軍入关，占领北京後並攻伐南明、大順、大西、明鄭四个汉人政權，同時在占领地全面推行剃髮易服政策，強行命令所有官员以及男性改换满族髮式、改穿滿族服飾，下令禁止穿著汉族服飾（交領衣，圓領衣）。清王朝於1644年以暴力手段推行剃髮易服，1652年頒行《欽定服色肩輿永例》，按滿族習俗統一男子服飾。《清世祖實錄》曾記載，當時孔子後人孔聞謤向順治皇帝上奏：「其定禮之大者，莫要於冠服。先聖之章甫縫掖，子孫世世守之，是以自漢暨明，制度雖各有損益，獨臣家服制三千年來未之有改。今一旦變更，恐於皇上崇儒重道之典有未盡也。應否蓄髮，以復先世衣冠？統惟聖裁。」順治皇帝下詔：「得上谕。薙发严谕，违者无赦，孔闻謤，疏求蓄发，已犯不赦之条。姑念圣裔，免死。况孔子圣之时，似此违制，有玷伊祖时中之道。著革职永不叙用。」
漢族男子在清朝逐漸改穿瘦削的馬蹄袖箭衣、緊襪、深統靴等服飾。然而易服令在清朝始終未得到徹底推行，在康乾時期江南地區部分民眾著裝仍保有晚明風格。易服令在清初非常嚴厲，民眾反抗非常激烈，後來清政府作出妥協和讓步，不再以順治時期的血腥手法和暴力手法來推廣，而是轉為採取順其自然的態度推廣，以致民間髮式衣著雜亂，亦出現了部分百姓的服飾依然為明制的情況。直到清代中期，大部分漢人的服飾都已经滿化。漢族女子著裝則不受易服令限制，但在清代中期逐漸滿化。

## 發展過程

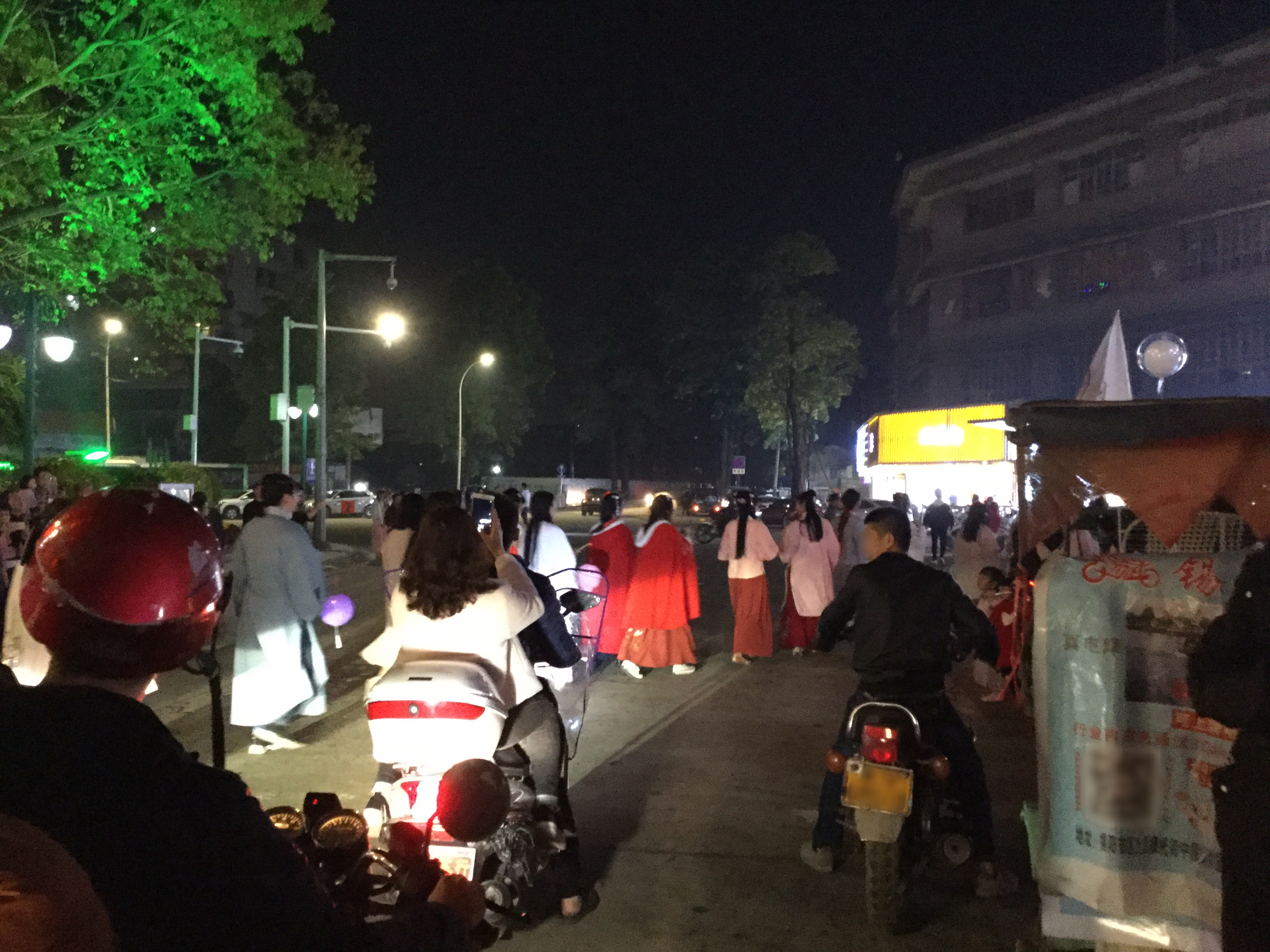
揭阳进贤门城楼元宵节的汉服集市

2002年2月14日，一個網名為「華夏血脈」的網民，於艦船軍事論壇上發佈一篇《失落的文明——漢族民族服飾》的網文，文章歸納出漢民族服裝的主要特點和消失原因，配以大量圖片，並提到日本和服的影響。該文被轉載到海外的網站，兩年內點擊量近30萬。在那之後，一些對「漢民族服飾」的思考開始出現。
2003年1月1日，一些支持漢服運動的志同道合者和中國大陸漢民族主義者創辦了一個名「漢網」的民族主義網站來推廣「傳統漢族服飾」和「漢文化至上主義」，該網站的指導原則是「漢族中心主義」，宣傳「漢文化是世界上最先進的文化」和「漢民族是世界上最偉大的民族之一」等主張。該網站帶動了最早起源於廣東一帶的漢服運動，參與者认为汉人的民族服装有一套自己的完整传统，定義“汉服”為“以华夏汉族的礼仪文化为基础，通过历代汉人王朝推崇周礼、象天法地而形成的具有独特华夏民族文化风貌性格、明显区别于其它民族传统服装的服装体系”和“从黄帝到明末清初汉族传统服饰”。在2001年开始关注汉服發展的澳大利亚华人王育良在“汉网”成立后，把自制汉服上传网络，他被指是第一个自制汉服的人。
2003年11月22日，鄭州市電力職工王乐天身著具有典型交領右衽特徵的曲裾深衣上街，被新加坡《聯合早報》報導，獲得廣泛關注，並被稱為當代漢服復興第一人。
2004年10月7日，《京华时报》以《汉服集会》为题报导了一次汉服活动，并配有活动照片。然而，当晚一些网站出现了一条被篡改的虚假报道，把标题改为“寿衣上街”。2004年12月7日，报道涉及的汉服活动人员将篡改汉服成寿衣的某电子公司告上法庭，最终原告获胜。
2005年，第一家贩卖汉服的网店在中国大陆上线 。2006年，武漢舉行首屆漢服成人儀式，首度有中國大陸官員參加。2007年，民政局核准「福建漢服天下」協會登記。
2007年3月11日，中國大陸政協委員葉宏明提議確立漢服為「國服」；人大代表劉明華建議漢服作為中國學位服。2007年4月5日，北京大學、中國科學院、南京大學、四川大學的數十位教授、博士、碩士，及河北明德學堂、加拿大多倫多漢服復興會等民間機構，聯合倡議2008年北京奧運會採用漢服作為漢族參會服飾。2009年，英國漢服愛好者身穿漢服參加巡遊，成為海外宣傳漢服的開端。同年，浙江理工大學學生自製了漢服樣式的學位服，並拍攝畢業照，見諸報端。2012年9月，天津市政府將祭祀服裝由長袍馬褂改為漢服。2012年，江蘇師範大學舉辦漢服畢業典禮。2010年10月16日，成都市發生燒漢服事件。
2011年12月11日，来自珠江三角洲的青年齐聚新会崖山祠和崖门古炮台，身着汉服，凭吊崖门海战中牺牲的烈士，主题为“千古英灵且安息，后生不敢忘国耻”，他们对记者说：“我们不是演戏，我们以华夏汉人的身份，来祭奠民族的英烈；我们不是复古，我们用祖先传承的衣服，来宣扬民族的传统。”
2012年3月，浙江省永康市丽州中学高三二班女学生胡琛身穿改良汉服到学校，被校领导和老师要求换掉衣服。媒体认为丽州中学和教育部门反应过度，“在这件事上，人心比汉服更奇怪”。9月，天津文庙举行祭孔活动首次采用“汉服祭孔”。
2013年，中國大陸政協委員，中國書法協會副會長張改琴再次倡議，確定漢族標準服飾。張改琴說：「在現代中國，各少數民族仍保持了各自的服飾文化傳統，但佔中華民族主體的漢族卻沒有標誌性服飾……就漢服來說，設計和生產並不難，關鍵是國家要有一個積極的引導信號。」。11月，台灣詞人方文山在浙江西塘發起漢服文化周。
2014年12月24日，一些湖南學生身著漢服來到長沙太平街的聖誕活動現場，手舉「抵制聖誕節」等標語，呼籲市民「回歸中國傳統節日，理性過節」，中國國家宗教事務局在其網站上引用局長王作安的話說，中國要「堅決抵制」境外利用基督教對華滲透。
2015年9月，一名發起「帶著漢服去旅行」運動的四川人穿上白色古裝於泰國白龍寺擺出各種姿勢拍照，白龍寺主人認為女子的行為不尊重信仰。10月4日，香港本土派、主张「香港城邦论」的中出羊子（原名钟铭麟）出选区议会，宣扬「華夏復興」，並且數次以漢服扮相吸引大眾注目。
2017年3月12日，中國傳統節日「花朝節」到來，有民眾身穿漢服祭祀百花花神，宣揚傳統文化。
2018年4月，香港夫子會舉辦華服節，前香港特首梁振英身著灰黑色華服致辭：「穿華服就是把歷史穿在身上，讓我們欣賞人類在不同歷史時期對美好生活的追求。」香港前財政司司長曾俊華在出席活動時提到近年有人提出香港逐漸失去原有特色的說法，認為香港人較悲觀、喜歡緬懷過去，笑稱梁振英懷舊到要推廣華服，是「著古裝，扮古人」，令人流淚。同年同月，中國共青團與嗶哩嗶哩共同發起「中國華服日」。
2021年11月21日，「第二屆國際漢服出行日」在台北市西門町舉行。

## 形式
中國各地的「漢服復興者」以「同袍」称呼彼此，在一些学校组建了相应的社团，並组织了多次身着漢服的聚会，主要活动形式有：於公眾場所穿着汉服、祭拜先烈、传统成人礼（笄礼、冠礼）、参加武术比赛、庆祝传统节日、婚礼、举办知识竞赛、进行宣传活动等。有支持者在日常生活中也穿着汉服。後来，汉服推广者也以艺术表演的形式将汉服和其他传统文化结合向大众推广，比如2011年汉服春晚和一些反映汉服复兴理念的电视剧等等。另外，古风歌曲相关的演唱会上，歌手也多着汉服演唱。

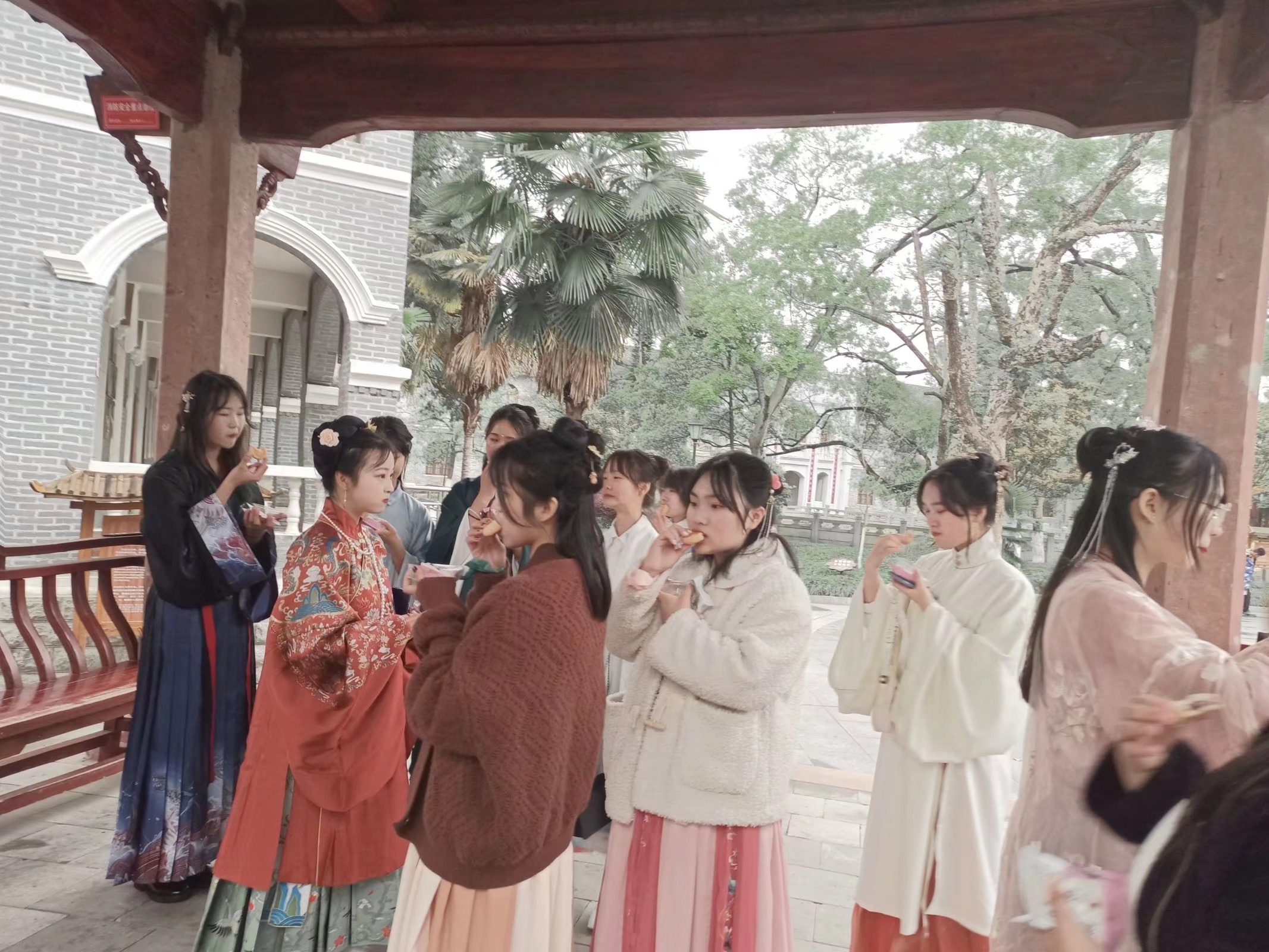
庆祝花朝节时着漢服赏花的学生
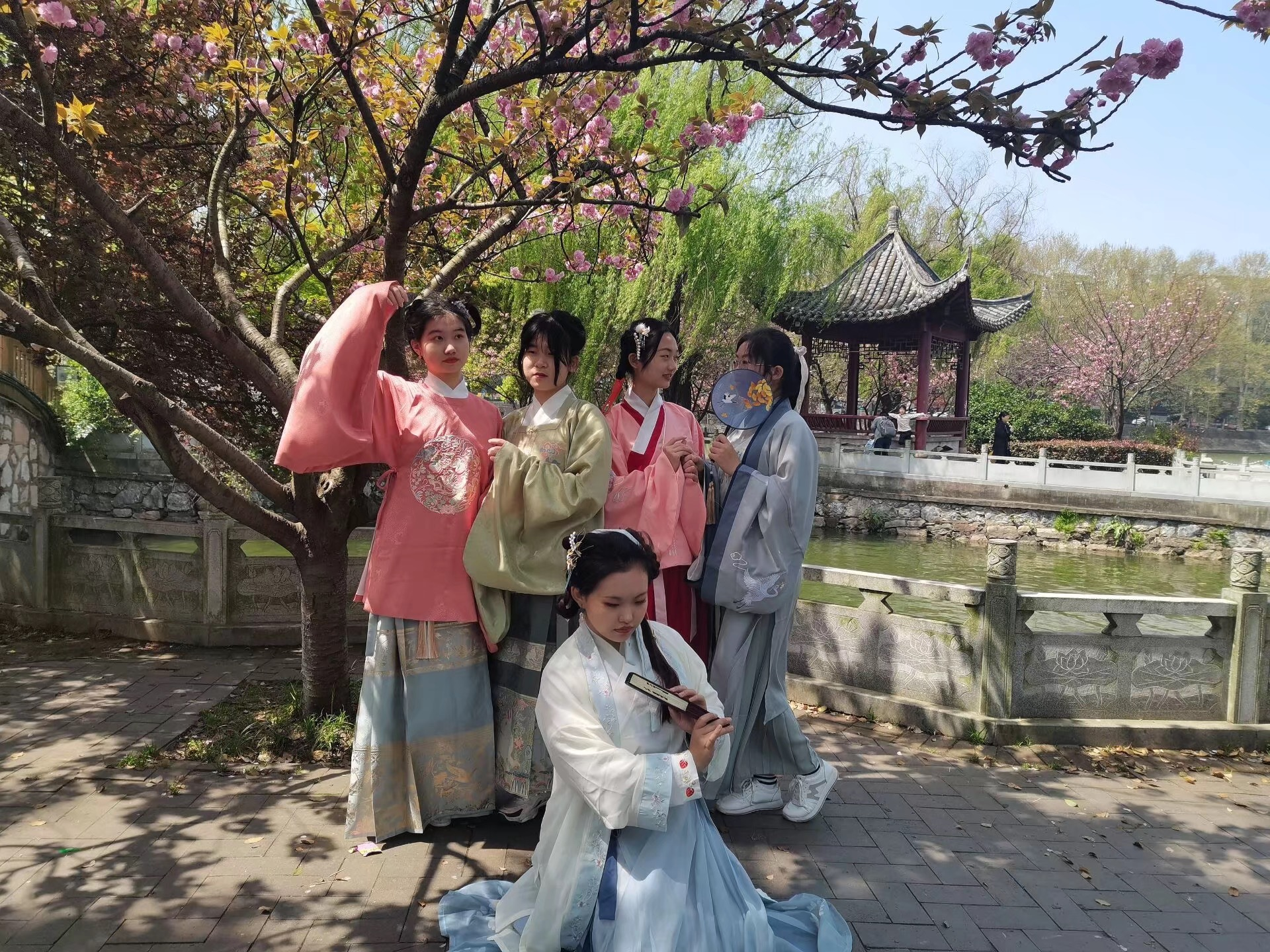
九江市甘棠湖畔着漢服赏花的大学生们
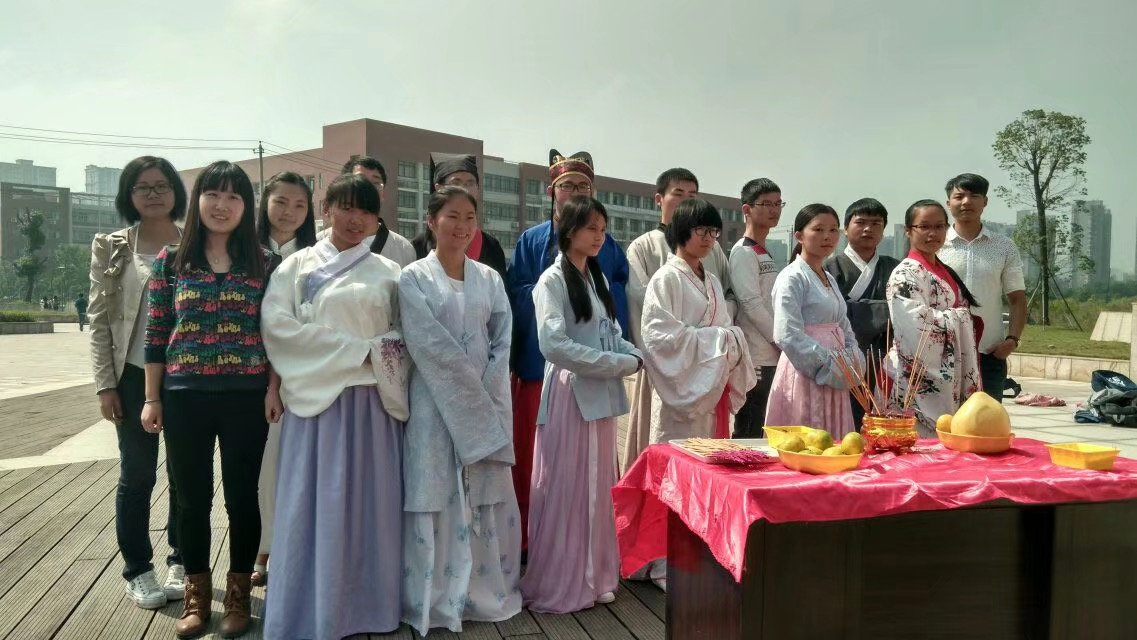
某大学内举行祭孔时，学生多着漢服
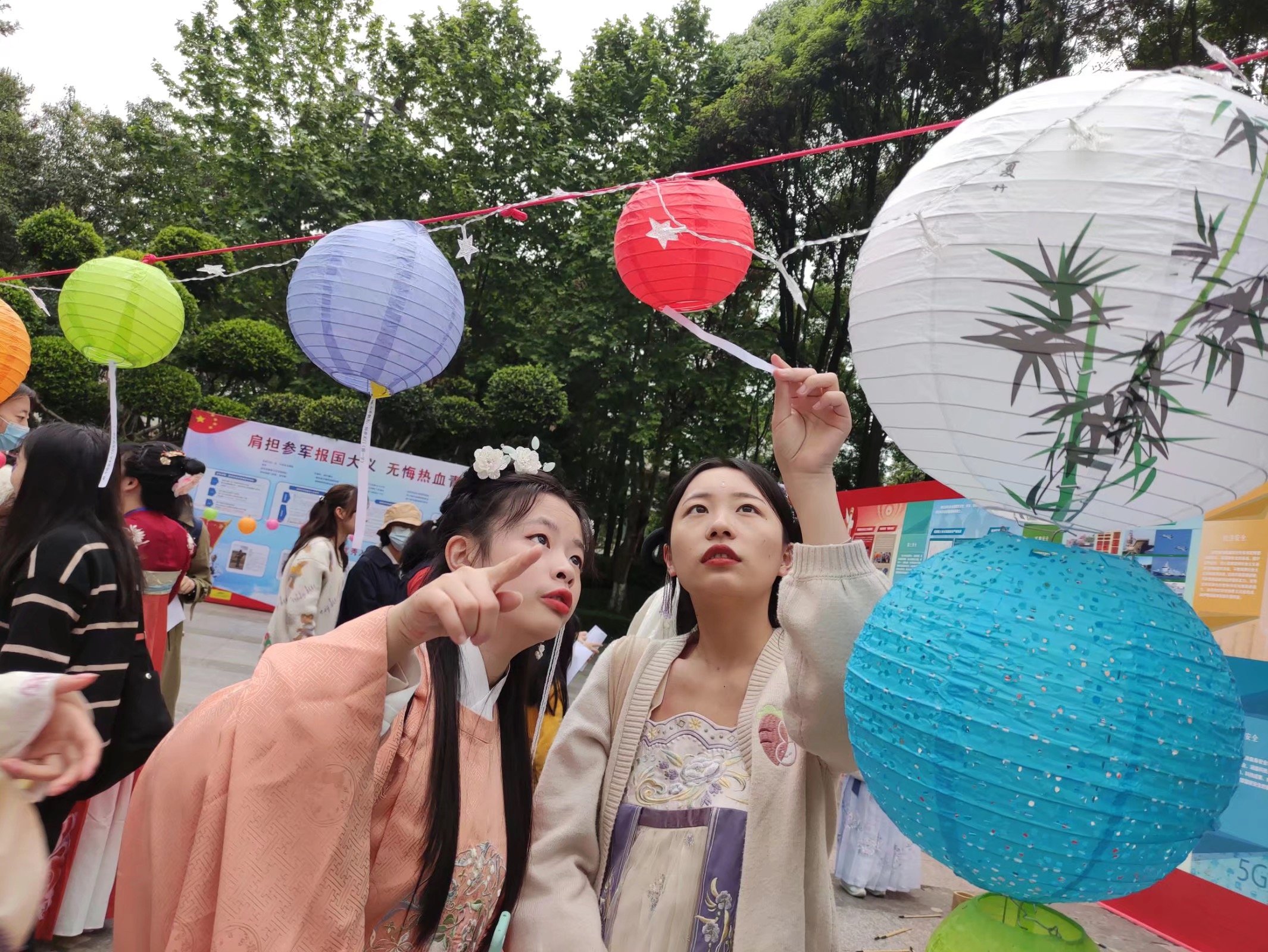
四川師範大学猜灯谜活动时，着漢服的大学生。
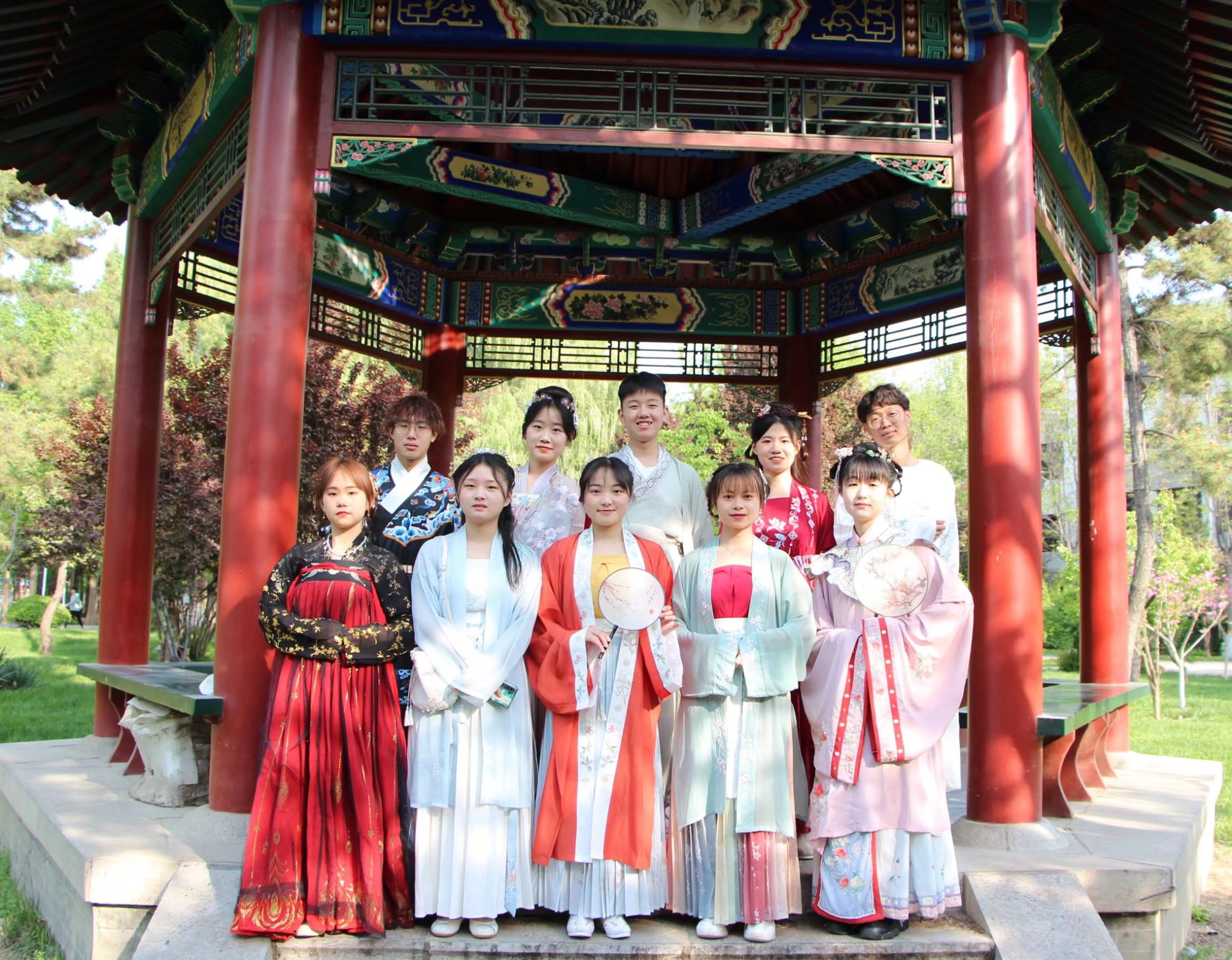
曲阜師範大学某漢服社团成员的合影。
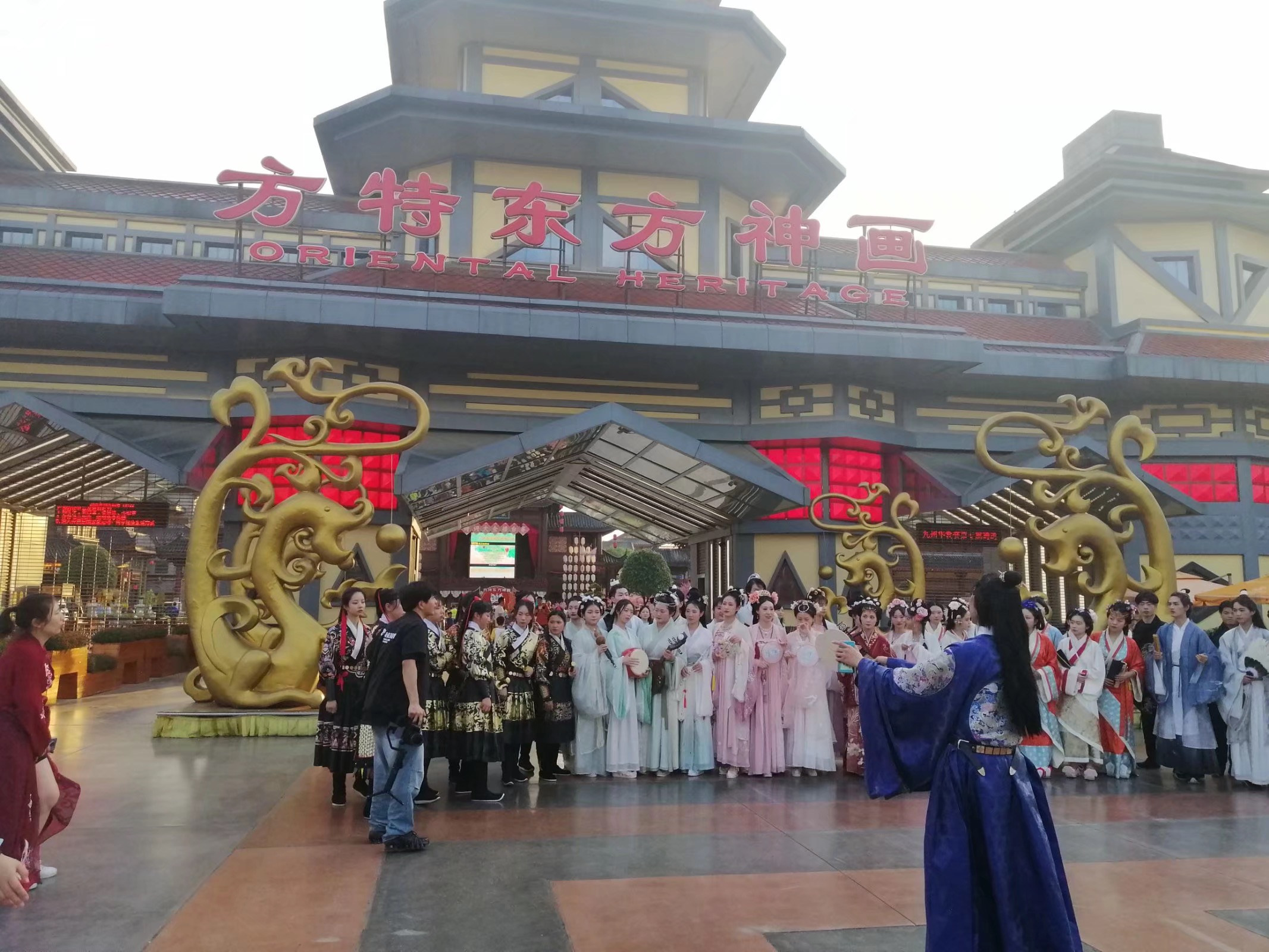
長沙市方特欢乐世界内，举办活动时着漢服的工作人员

## 漢服運動規模和產業

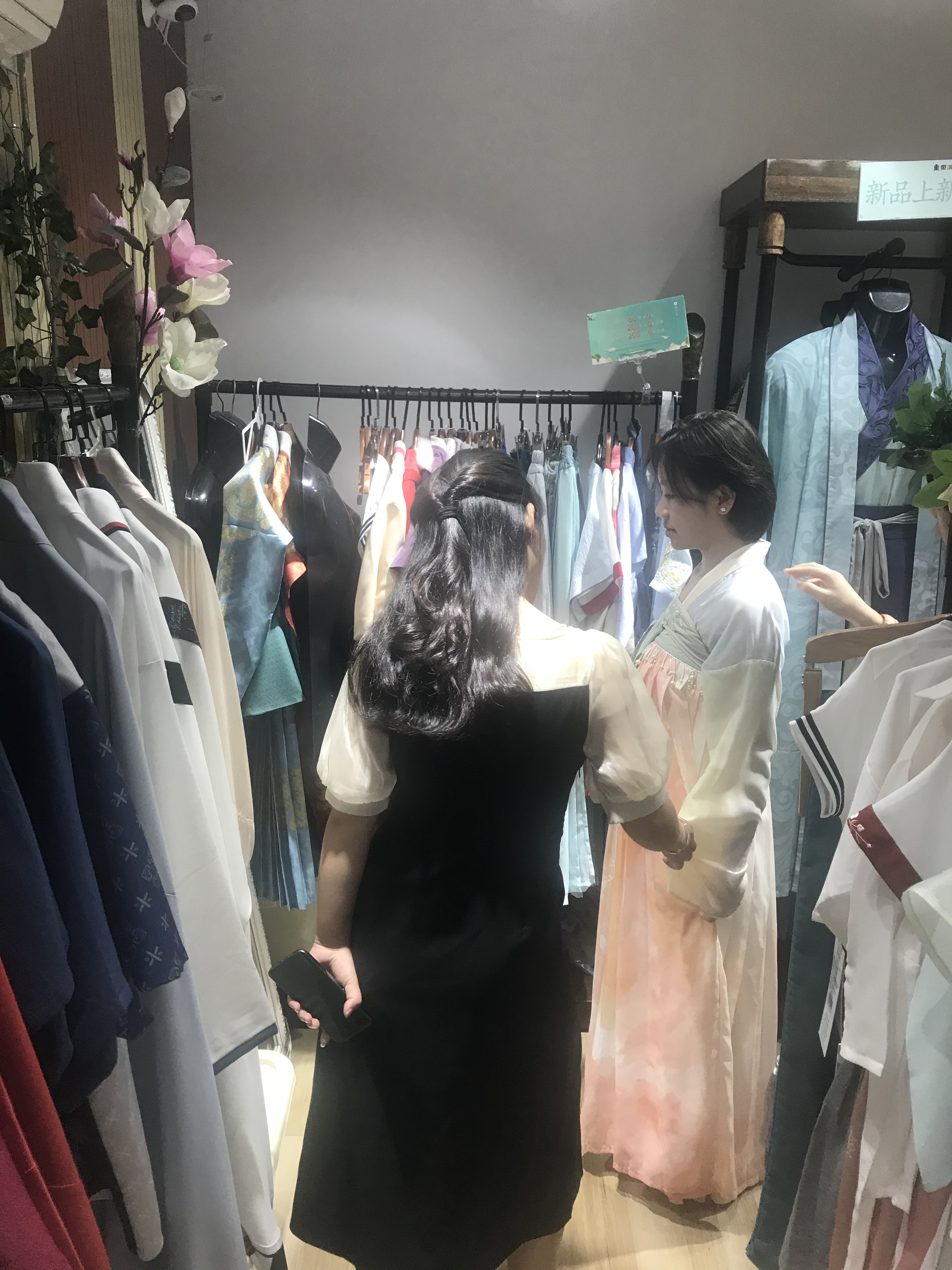
长沙市一家汉服店内试穿汉服的女性顾客

漢服運動興起後，帶動漢服製造業和零售的發展。2019年，汉服市场在淘宝平台上的规模已经超过20亿元人民幣，且每年增長率能達到150%。300到500元價位的漢服銷售量達到總體規模的43.1%。经营汉服的企业達到478家。汉服爱好者数量則达到356.1万人，而其中又以年輕女性和女學生為主力，女性漢服消费者占到總體消費者的90%以上，汉服更与JK制服、洛丽塔服装并称“三坑”。全球的汉服文化社团則達到2,000多家。而漢服產業也帶動衍生產業如漢服配飾、妝容、漢服線下體驗店、漢服租赁店、漢服設計和漢文化旅遊等項目的發展。
相较于中国大陆，臺灣的汉服运动仍停留在推广阶段，并以举办相关讲座为主，仅在明寧靖王祭祀典禮活動等一些活动中有身著漢服的「漢服復興者」的聚會。

## 漢服運動涉及的爭議

### 對漢服一詞的定義
「漢服」一詞在古代是一個模糊概念，不同時期及不同使用者對該詞的理解都不相同。在古代，「漢服」一詞在一般情況下只會在說明與他人有別時使用。
「漢服」在當今學術上是一個複雜且充滿爭議與分歧的概念和話題。對於「漢服」一詞被漢服運動參與者解釋為「從黃帝到明末清初漢族傳統服飾」，中國青年政治學院教授張跣在2009年發表文章說，現代漢服運動倡導者所宣傳的漢服概念無論是在中國傳統文化還是在現代漢語中都不存在，這是漢服運動倡導者為宣揚自己的思想和觀念，總結了明代以前漢族服飾傳統而形成的一個「類概念」。這個「類概念」不僅假定了「漢服」在發展過程中的「血統」的純正性，對漢族服裝本身的發展流變存而不論，而且試圖將這種「純正的血統」實體化、固定化、本質化。他亦提到有學生在網上如漢網和百度百科發布「既非官方又非學術漢服標準」，認為是屬於「漢服」實體化的一個起點。
澳大利亞麥覺理大學漢學高級凱大熊博士說：「事實上，漢服是一套被發明出來的穿著形式，以寬袖、輕飄長袍、腰部束帶和鮮豔顏色等特徵作為特色，漢服運動支持者聲稱這類型的衣裳形式由神話人物黃帝所發明，並且已被中國人穿著了數千年」，一直到王樂天第一次將自己穿著漢服上街的照片上傳到網路上之後「這一『特別』的照片在網民中造成轟動，很快的，整個中國到處都有人模仿他這誇張的行為。在這一過程中，漢服也從想像中的、被發明的傳統轉變為螢幕上遙遠的圖像，最後成為中國街上可實際穿著和辨認的物理存在」，但儘管此一運動聚焦在過去的傳統，但事實上它處理的仍是現代的問題。他又指出，尽管汉族人口占中国92％，并且在国家政治，经济和文化中占据主导及统治地位，汉服运动支持者却认为汉族是被压迫和被边缘化的受害者，认为当今的中国不是他们理想中的「真正的中国」。为了应对和解决他们所认为的困境和拉近与「中国」的距离，他们所使用的一种手段就是推广这种声称古老，实际上是近年来被发明的民族服装风格。
據愛知大學教授、文化人類學家周星博士研究，「漢服」一詞在古代並不常用，現代「漢服」是由漢服運動參與者所想像的一種傳統服飾。他認為在學術用語中，「漢服」和漢服運動中的「漢服」含義並不相同，前者主要把「漢服」理解為漢族的服裝，但認為並不存在所謂純粹的「漢服」 。他認為「漢服」可以被理解為一個出現在21世紀初的現代漢語新詞，大概在2002年至2003年期間，在以「漢網」為平台上完成了從「漢民族服飾」到「漢服」的過渡期，後來在網上虛擬社區頻繁地被使用:152。
中國天津師範大學美術與設計學院院長華梅指出，在中國服裝史中，有相對於少數民族的漢族服裝，有相對於其他朝代的漢代服裝，如果籠統地把京劇舞台上宋明朝代留下來的大襟長袍、儒巾等叫為漢服，顯然有些概念不清，或是有一定的局限性。

#### 相對於少數民族的漢族服裝
遼初建國時，禮服分為二式，漢族官吏用五代後晉的服制，被稱為“漢服”，或稱“南班服制”；契丹諸臣仍穿契丹民族的衣服，稱“國服”，或稱“北班服制”。耶律德光在遼會同元年（938年）決定，遇有重大朝會時，皇帝隨漢官穿漢服，皇后與契丹諸臣穿國服。重熙元年（1032年）後，南北官吏凡大禮都穿漢服。這時的漢服，主要由通天冠、遠遊冠、進賢冠等漢族政權的傳統官吏服飾組成，如通天冠是秦代時吸收楚冠樣子定制的，作為皇帝常服，遠遊冠也是從楚而來，只不過多為諸王所戴；進賢冠多用於漢代，為文吏、儒士所戴的一種禮冠。以下古籍記載中出現的“漢服”之詞，主要是指區別於少數民族的漢人之服：
- 《遼史·儀衛志二》：“會同中，太后、北面臣僚國服；皇帝、南面臣僚漢服。乾亨以後，大禮雖北面三品以上亦用漢服；重熙以後，大禮並漢服矣。常服仍遵會同之製。”
- 《北遊錄·紀聞下》：“遼史，太宗德光入晉後，皇帝與南班漢官用漢服，太后與北班契丹臣僚用國服。其漢服即五代晉之遺制也。”[77]

與此相類似的沒有作為服制的漢服之稱：
- 《清稗類鈔·服飾》：「高宗在宮，嘗屢衣漢服，欲竟易之。一日，冕旒袍服，召所親近曰：『朕似漢人否？』一老臣獨對曰：『皇上於漢誠似矣，而於滿則非也。』乃止。」[78]

#### 相對於其他朝代的漢代服裝
亦有直接標明朝代的有關漢服的記載：
- 《長物誌·衣飾》中寫：「至於蟬冠朱衣，方心曲領，玉佩朱履之為『漢服』也。襆頭大袍之為『隋服』也。」

### 漢服運動的目的
新聞周刊《新紀元週刊》有文章認為漢服漢服運動是80後展現個性與愛國主義的象徵，又評論該運動是弘揚「真正的中國傳統及中國文化」，又認為該運動反映了一種新的潮流趨勢，也是一些漢人努力尋找文化根源和身份認同的結果，又表示運動支持者希望「唤醒汉族乃至中国人对于传统文化的记忆、直面令人辛酸的漢服消亡的歷史」。亦有漢服運動支持者認為，日本人和朝鮮人在節慶時都會穿上屬於自己的傳統服裝，但漢族沒有，又認為國學、古文、書法、京劇有一定門檻，需要長年深入摸索，但漢服卻能令年輕人即時玩「穿越」，親近傳統漢文化。
有評論認為，漢服爱好者过于激进，排斥其他民族，亦有聲明認為大部分汉服支持者并不认同极端民族主义，只是希望温和地复兴传统民族文化，讓漢族人重新擁有真正屬於自己的傳統服裝，而不是只能穿他族服裝。同時，亦有部分反對漢服的人斥漢服運動為納粹主義、種族主義。

#### 種族主義與陰謀論爭論
漢服愛好者中的一些陰謀論者宣稱，清代滿族統治者致力於摧毀漢人和中國，以及從根本上改變了中國社會，將「文明的中國」變成「野蠻的國度」。他們亦將揚州十日和剃髮令跟易服政策結合在一起進行批判。另外，部分漢服愛好者又聲稱一些不文明行為如處地吐痰、插隊、勸酒以及貪污腐敗都是「滿族污點的產物」。漢服愛好者中的陰謀論者宣稱，從1978年中國改革開放起，滿族人就有一個秘密的「復興計劃」。他們認為滿族控制了解放軍、宣傳部、文化部以及尤其是被他們視為「滿族大本營」的國家人口和計劃生育委員會，宣稱一胎政策是「滿族針對漢族的一個長期性的種族滅絕計劃」，其理據是該政策不可能是「同族對同族幹得出的事」。
亦有評論認為：「如果费孝通先生的『三美一共』（各美其美、美人之美、美美与共、天下大同）理念可以被这个群体接纳吸收，充分利用，或许是他们摆脱运动停滞不前的怪圈的一条出路」。
早期推廣漢服運動和漢族至上主義的領導者承認，漢服運動不能排除當中的漢本位、民族主義、民族身份認同以及政治權力等因素。一名漢服支持者曾對凱大熊教授說，他們的目的就是要為了推廣大漢族主義，他們又宣稱中華民族是「滿洲人強加的、迫使自古就是中國核心的漢族屈服的概念」，又認為中華民族這一概念被提出的目的是其實是為了削弱中國。他們又認為不能夠放棄「華夷之辨」，不能「把一群野蠻人融入我們的國家，但又期待這個國家會強大起來」，又宣稱若果沒有大漢族主義，漢服運動就是空洞和沒有意義的。
學者雷國俊說，一些人或者會誤以為所有的漢服支持者都是如此，但是該運動的參與者非常多元化，他們各自從漢服當中找到了不同的意義和樂趣，而非只有民族主義。
在清朝滅亡一個世紀後，中國清朝末期由在日本東京的革命黨人所編寫的、目的在於動員民眾仇視滿人以實現「驅逐韃虜，恢復中華」的目標的小冊子《滅漢種策》重新流行並在網上流傳。一些漢服運動支持者視該書為「滿族長期以來企圖對漢族實行種族滅絕」的證明。
一些漢服運動支持者堅持保留運動中的漢本位思想和漢族中心主義；另一方面，亦有部分運動參與者表示他們僅僅通過穿著那種服飾來表達對中國文化的欣賞以及归属感的追寻，對一些漢服運動的領導者宣傳及提倡的民族主義並不關心。

### 正宗問題

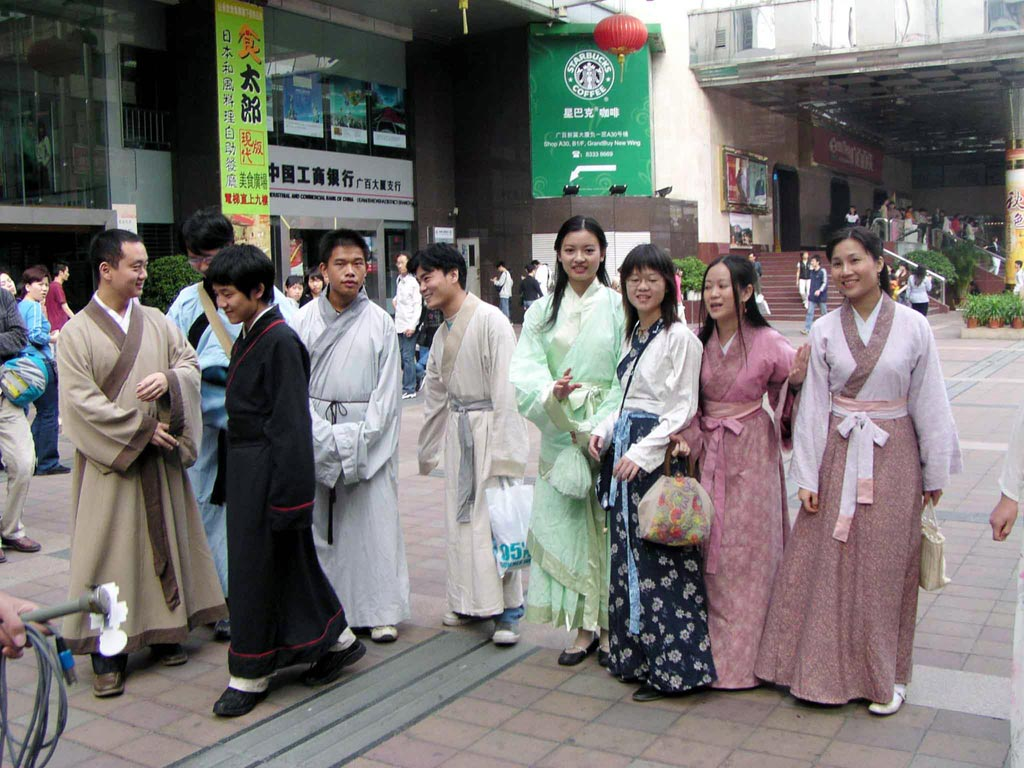
廣州北京路廣百大廈前，一群年輕人穿著「改良漢服」

支持漢服的人士認為，漢服運動發展初期，民眾對中國文化與體制之認知，是華夏文化與體制在經歷蒙元、滿清及西方文化的影響而成，然而民眾往往不黯此點，加上種種對傳統華夏文化與體制之臆想與揣測，又或引經據典之深度與範疇不一，導致漢服運動者與民眾往往無法正確帶出、領悟華夏文化的確切全貎與精粹，因此常出現各種或大或小之議論。例如現在漢服運動經常出現的某些漢服款式，形式上与历史上传统的汉服迥异，尤其是在整体上反映当代審美觀，但仍保留有显著「汉服元素」的，称为「改良汉服」。漢服運動參與者對於是否接受漢服改良也有不同意見，部分認為傳統漢服尚未完全復興，不應太早改良，否則會失去傳承的意義。亦有人認為漢服復興應照顧到當代人的審美來設計，才容易推廣，因此只需保留典型「漢服元素」。

### 式樣與配搭
汉服活动中不乏各朝各代甚至原創款式的汉服混合出现的情况。对汉服的式样与搭配进行研究并使之标准化，是指是尚待解决的重要课题。在一些漢服討論區中經常就此出現激烈爭論。有人支持將漢朝皇族的服飾作為漢服的標準式樣，亦有人主張參照《周禮》的款式，也有人認為應繼承明制。

### 稱為國服之爭議
台灣與中國大陸名詞的使用習慣有所不同，台灣將一系列漢名稱冠以「國」字頭，如國字（漢字）、國語（漢語）等。但是，如果在大陆将汉服称为“国服”，可能引发对于敏感的少數民族问题之担忧，故此，有人認為「漢服支持者」更樂於稱為「漢服」以突顯漢文化特色，而不稱為「國服」或「中國服」。「汉服支持者」并不试图去定義所謂的國服，也明白中華人民共和國政府並不支持國服。

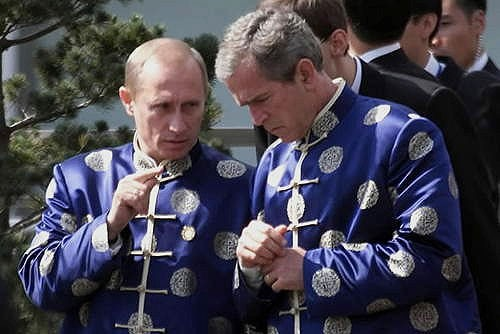
2001年上海亞太經合峰會，各國領袖穿著新唐裝。

中華人民共和國文化部长孙家正2006年5月25日表示：“有些地方有些青年人在提倡穿漢服，但是我到現在都搞不清楚什麼服裝是能夠真正成為代表中國的服裝，這恐怕是我們面臨的一個最大的困惑。總體上我的觀點是，吃飯也好、飲食也好、穿戴也好，各有所愛，百花齊放，都是他個人的事情。但是我也衷心地希望我們能夠創造出廣受大家歡迎的有中國民族特色的服裝。”

## 對漢服運動的評價
一些學者認為漢服是漢族的標誌性服飾，促進了中華文化的復興，應給予廣泛關注與支持，例如中國政協委員、原中國書法家協會副主席表示希望國家有關部門和機構能多關注、支持及瞭解漢服和漢服運動；北京服裝學院副教授、習近平服裝設計師楚艷認為漢服運動屬於中華文化復興的一個進程；中國人民大學社會學系教授李路路認為諸如「穿漢服逛街」、「穿漢服過傳統節日」、「穿漢服行成人禮」、「穿漢服跳舞蹈」等事年讓消失了300多年的衣裳重新回到了中國公眾的視野
學者张跣認為「漢服」本身是一個成問題的概念和「虚构出来的图腾」，又認為漢服運動參與者所宣傳的「漢服」概念並不存在於中國傳統文化和現代漢語中，以及有學生在網上如漢網和百度百科發布關於「漢服」的「既非官方又非學術的標準」，該運動的支持者意圖通過復興儒家、穿著他們所定義的民族服飾以及排外情緒等行為和思想去復興他們心中的「大漢」和「真正的中國」，以及強調穿著特定類型的衣服對復興他們所定義的「正統中國」的重要性，認為漢服運動不是民族意識的回歸，而是退化，又認為該運動歸根結底不是一場弘揚傳統的文化運動，而是一場漢本位民族主義運動。
周星認為，漢服亞文化社群在民族服飾等相關理念上，與中國社會的主流意識有所分別，中國的主流意識傾向於把唐裝和旗袍等服飾視為包括漢族在內的中國人的民族服飾，而漢服亞文化社群則對此主流意識持不同意見，或對此作出抵制，他們在虛擬的網絡世界社群中營建自己的主體性地位和本社區風氣畔和環境，以及建構與特定歷史認知和服飾文化見解相關的主導性輿論。現時漢服亞文化社群的見解對於主流意識而言，仍然處於少數及邊緣性地位:266-270。
漢服復興者則認為漢服才是漢族服飾的正統，近代中國服飾旗袍和唐裝分別由滿族服飾旗裝和馬褂西化改良而成的，並不能夠代表中國服飾。

## 其他

### 古今學者對復古現象的評論
北宋中期的司馬光曾根據古籍記載自製深衣，並且作為常服穿著。某天司馬光對學者邵雍說：「先生可衣此乎」，邵雍回答：「某為今人，當服今時之衣。」司馬光認為其言合理。宋代以後的中國，深衣在特別的場合以外並不被使用，明代學者丘濬說：「按馬（端臨）氏此言（指馬端臨在《文獻通考》的考究），則深衣次在宋服之者，固已鮮矣。況今又數百年後哉！」表示明代士人通常不穿深衣。1644年，明代學者朱舜水在日本被問及深衣是如何製作時，他回答他從未親眼見過深衣。
宋元歷史學家馬端臨在《文獻通考》中提到，夏商周三代可考的服制中雖然有所變化，但是除了冕服之外，只有玄端（端衣）和深衣兩者最廣為流傳。玄端是自天子至士人均可穿著的，而深衣則是自天子至平民百姓均可穿著的。也是古代士人未得功名時所穿衣服。深衣裁製時加長了衣襟，穿著符合禮法，因此不論貴賤，不論身份地位均可以穿著，而沒有等級之分。然而隨著深衣的失傳，到了後代卻被視為怪異，穿著者往往被認為是腐儒，即使是北宋理學家紹雍也對該服飾有所保留，司馬光、呂希哲和朱熹等人則只在私底下穿著。
中國南開大學歷史學院教授孫立群認為「歷史上也沒有一個叫漢服的東西，漢服到底是什麼，也說不清楚」；「古代的那些儀式，誰也說不准到底是什麼樣的，所以那些看似復古的儀式，其實很多都是不倫不類的，甚至有時候會讓人覺得很滑稽」；「用古代那些優秀的東西，為現代提供一些借鑒和補益，也是很好的事情。但是這種借鑒和補益，不能僅僅停留在外在的形式上，也不是僅僅恢復那些儀式就能做到的。」從事文化批評與文化史研究的南京大學文學院教授、副院長王彬彬認為說，「越是要弘揚優秀的傳統文化，越是必須重視對傳統文化中陳腐的部分進行批判……我們所惡的是陳腐的舊文化以優秀文化的面目出現。近年來，荒唐滑稽的文化鬧劇時有所聞。有的地方，在舉行某種群眾性的活動時，全體著所謂的『漢服』，就讓人哭笑不得。 『漢服』是什麼式樣，本就說不清。就算能弄清，在今天復活古代的服飾，能算是弘揚優秀的傳統文化？如果把弘揚傳統文化理解成像古代人那樣穿衣戴帽，就太淺薄了。有的地方，讓一群少兒穿上他們想像出來的古代服裝，一齊行跪拜禮，這就不是讓人哭笑不得，而是令人欲哭無淚了。凡此種種，都是的典型食古不化的表現。」
就提倡深衣及穿著復古衣飾的問題，歷史學家劉志琴引用邵雍對司馬光穿深衣的評語：「今人當服今時之衣」，她認為千年以前宋明時代的人都不願穿著復古的深衣，在現代也不會為人所歡迎。她又認為漢服運動中有人將旗袍視為滿人的服裝和中山裝是洋人的服裝，是無視了中山裝和旗袍創制和演進的歷史進行，屬誤解或無知。

## 引用來源
- Kevin Carrico. . China Heritage.   [2017-06-09]. （原始内容存档于2018-06-12）.